# Oula (stockage)
Pour les articles homonymes, voir Oula.

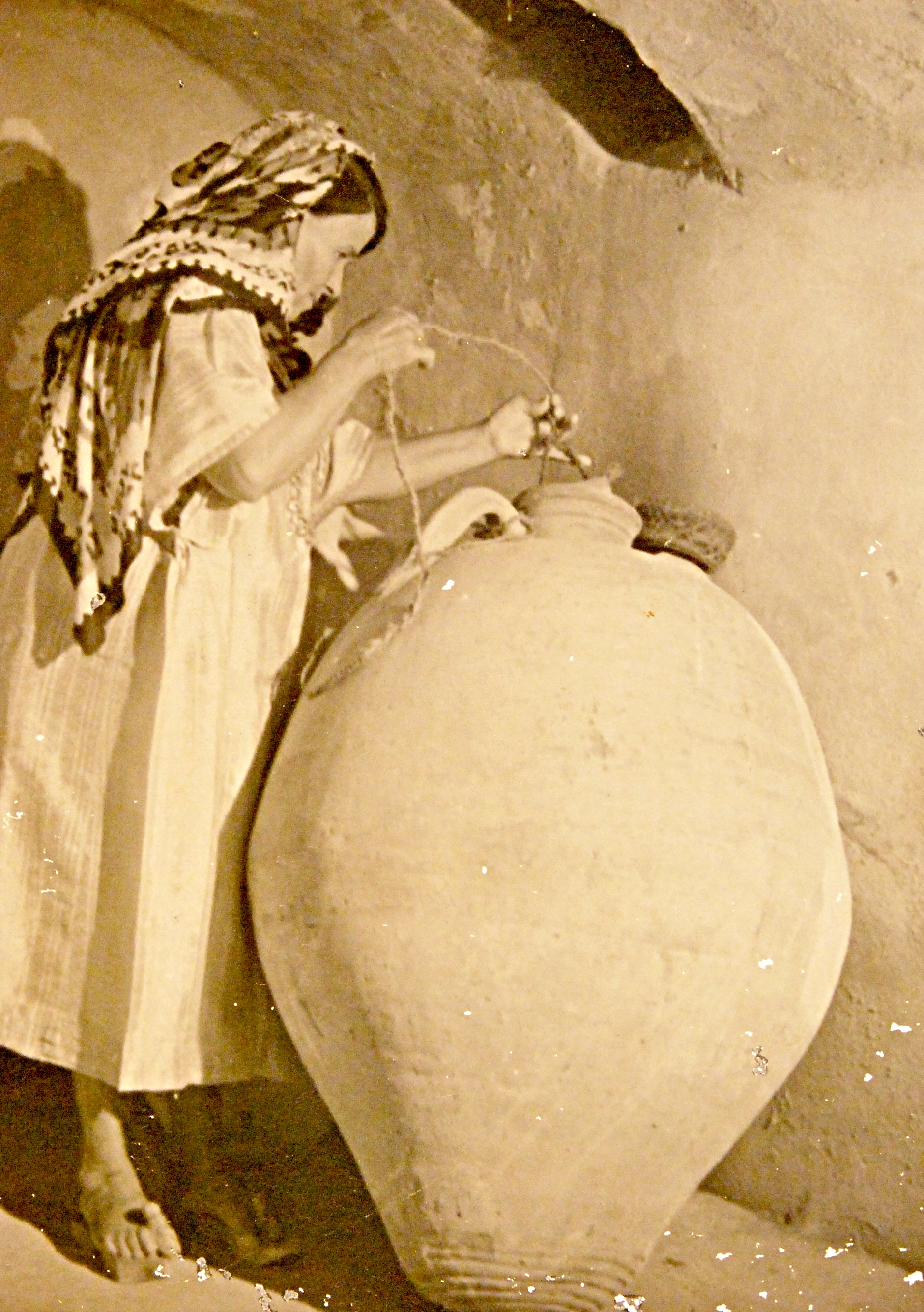
Femme tirant de l'huile d'olive de sa jarre.

La oula (arabe : العولة) ou mouna est une tradition tunisienne de préparation des réserves alimentaires pour l'hiver. Celles-ci sont constituées de matières premières, comme les céréales et les dattes, ou d'aliments séchés et destinés à une future consommation.

## Pratique
Cette pratique ancestrale, commune à toutes les régions du pays, voit chaque famille se mobiliser durant l'été afin de préparer les provisions, le tout dans une ambiance de fête marquée par les chants des femmes,. Les provisions sont ensuite placées dans un local affecté au stockage au sein de la maison (bit el mouna) ou dans une cave souterraine (dehliz).
La préparation de la oula a cependant décliné à la suite de la disponibilité régulière des produits dans les magasins et à l'avènement du réfrigérateur et du congélateur, même si certaines régions du Sahel la pratiquent encore : 8 % des familles kairouanaises continuent ainsi de la préparer. Plusieurs festivals tentent donc de perpétuer cette tradition, notamment à M'saken et Borj El Amri.
Si l'on stocke des épices dans presque toutes les régions du pays, les autres produits conservés varient selon les productions locales. Ainsi, dans le nord du pays, le blé est stocké directement ou transformé en farine, boulghour, couscous, mhamsa ou bsissa ; les grains d'orge sont utilisés pour préparer des soupes. Dans le cap Bon, le piment est converti en poudre ou sert à fabriquer de l'harissa.
Le long des côtes, on stocke des olives marinées et de l'huile d'olive, des amandes destinées à la confection de desserts dans la région de Sfax, des anchois séchés (ouzaf) à Djerba.
Dans le sud, on stocke des dattes ou d'autres produits récoltés dans les oasis, tels que l'orge ou l'abricot séché. Dans les monts de Matmata, les habitants stockent les dattes, l'orge ou les figues séchées.